# (3641) Williams Bay
(3641) Williams Bay est un astéroïde de la ceinture principale.

## Description
(3641) Williams Bay est un astéroïde de la ceinture principale. Il fut découvert le 24 novembre 1922 à Williams Bay par George Van Biesbroeck. Il présente une orbite caractérisée par un demi-grand axe de 2,99 UA, une excentricité de 0,13 et une inclinaison de 16,1° par rapport à l'écliptique.

## Compléments